# Вінні Пол
Вінні Пол(англ. Vinnie Paul, справжнє ім'я Вінсент Пол Еббот, англ. Vincent Paul Abbott; (11 березня 1964, Абілін, США — 22 червня 2018 Лас-Вегас, Невада, США) — американський рок-музикант, продюсер, барабанщик.
Відомий як барабанщик метал-гурту Pantera, котрий він заснував у 1981 році зі своїм молодшим братом Даймбегом.